# 陳伯達
陳 伯達（ちん はくたつ、1904年7月29日 - 1989年9月20日）は、中華人民共和国の政治家。彼は廬山会議で失脚するまでは毛沢東の身辺にいた最重要の世論を発言した人物である。文化大革命前期において四人組以外の「第五号人物」と見られた。

## 経歴
1927年、中国共産党に加入し、1926年 - 1927年の蔣介石が発動した北伐に参加した後、モスクワに渡り、働きながらモスクワ中山大学で学んだ。
1930年、中国に帰国し北京で教師になり、その後、1937年、中国共産党の根拠地である延安に行き、毛沢東の政治秘書となった。
陳伯達は1951年、中国共産党成立30周年記念の為に、『毛沢東思想を論ず―マルクス・レーニン主義と中国革命の結合』、『毛沢東、中国革命を論ず』という二編の政論を発表した。これら二つの政論により、彼は中国共産党内の重要文章起草者及び毛沢東思想の最高伝達者であるという立場を堅めた。1956年9月28日、第8期1中全会で中共中央政治局委員候補に選出。1958年、陳伯達は中国共産党の機関雑誌『紅旗』の編集主幹になり、毛沢東の権威を発言する人になった。
文化大革命の中、1966年、第8期11中全会で中共中央政治局常務委員に就任した。しかし、劉少奇失脚後、文革を主導した四人組と林彪の間で衝突が起きるようになり、加えて毛沢東と林彪の間での対立も鮮明化する中で、陳伯達は林彪勢力の主要メンバーを構成することになった。
そして、1970年8月 - 9月の廬山会議（第9期二中全会）において、陳は国家主席を設立する問題と「天才論」の問題をとりあげ世論を駆り立てたことにより、毛沢東の厳しい批判に遭ったことで失脚した。

その後、批陳整風運動が発動され、林彪事件の引き金が引かれることになった。
文革終了後の1981年1月、中華人民共和国最高人民法院は陳伯達を懲役18年の判決を下したが、健康が優れず、1989年に釈放された直後に病没した。